# Aleksandrs Romans
Aleksandrs Romans (Iecava, 1878 – 1911) è stato un pittore lettone.

## Biografia
Aleksandrs Romans è nato nel sud della Lettonia in una famiglia di contadini. 
Andò a scuola a Jelgava e lì fu incoraggiato a seguire la carriera artistica dal suo insegnante di arte. Ha proseguito i suoi studi d'arte a San Pietroburgo sotto la guida di Vladimir Makovsky, e mentre era in città entrò in contatto con altri giovani artisti lettoni che studiavano nella capitale dell'Impero russo . 
Si laureò nel 1904 e iniziò a lavorare come insegnante d'arte vivendo a San Pietroburgo. Ritornò in Lettonia nel 1910 e si stabilì a Jelgava, dove gestì una scuola d'arte per ragazze. 
Dopo la sua morte prematura ha lasciato un piccolo ma coerente corpus di opere, composto da ritratti realistici e paesaggi poetici.